# Prefectura autónoma bai de Dali
La prefectura autónoma bai de Dali (en chino, 大理白族自治州; pinyin, Dàlǐ Báizú Zìzhìzhōu) es una prefectura autónoma de la República Popular de China perteneciente a la provincia de Yunnan, localizada a una distancia aproximada de 320 kilómetros de la capital provincial. Limita al norte con Lijiang; al sur, con Lincang; al oeste, con la prefectura autónoma lisu de Nujiang; y, al este, con la prefectura autónoma yi de Chuxiong. Su área es 29459 km² y su población es de 3,45 millones.
La prefectura de Dali recibe el nombre del principal grupo étnico minorita que vive allí, los bai, que suponen el 32.8% de su población, siendo la etnia han la que ocupa el primer puesto con el 50%.

## Administración
La Prefectura Autónoma de Dali se divide en 1 ciudad, 8 condados y 3 condados autónomos.
| Código de área | División                 | Pinyin                       | Área （km²） | Capital     | Código postal | Administración | Administración | Administración | Administración | Administración |
| Código de área | División                 | Pinyin                       | Área （km²） | Capital     | Código postal | Poblado        | Villa          | Villa étnica   | Barrio         | Aldea          |
| -------------- | ------------------------ | ---------------------------- | ------------ | ----------- | ------------- | -------------- | -------------- | -------------- | -------------- | -------------- |
| 532900         | Prefectura autónoma Dali | Dàlǐ Báizú Zìzhìzhōu         | 28299.43     | Dali        | 671000        | 68             | 42             | 11             | 65             | 1078           |
| 532901         | Dali                     | Dàlǐ Shì                     | 1738.67      | Xiaguan     | 671000        | 10             | 1              | 1              | 31             | 111            |
| 532922         | Condado autónomo Yangbi  | Yàngbì Yízú Zìzhìxiàn        | 1858.90      | Cang Shanxi | 672500        | 3              | 6              |                | 1              | 65             |
| 532923         | Condado Xiangyun         | Xiángyún Xiàn                | 2432.40      | Xiangcheng  | 672100        | 8              | 2              | 1              | 4              | 132            |
| 532924         | Condado Binchuan         | Bīnchuān Xiàn                | 2532.59      | Jinniu      | 671600        | 8              | 2              | 2              | 9              | 81             |
| 532925         | Condado Midu             | Mídù Xiàn                    | 1525.35      | Mícheng     | 675600        | 5              | 3              | 1              | 4              | 85             |
| 532926         | Condado autónomo Nanjian | Nánjiàn Yízú Zìzhìxiàn       | 1738.52      | Nanjian     | 675700        | 5              | 3              |                | 1              | 79             |
| 532927         | Condado autónomo Weishan | Wēishān Yízú Huízú Zìzhìxiàn | 2181.90      | Nanzhao     | 672400        | 4              | 6              |                | 4              | 79             |
| 532928         | Condado Yongping         | Yǒngpíng Xiàn                | 2790.03      | Bonan       | 672600        | 3              | 4              | 3              | 1              | 72             |
| 532929         | Condado Yunlong          | Yúnlóng Xiàn                 | 4370.80      | Nuodeng     | 672700        | 4              | 7              | 2              | 1              | 85             |
| 532930         | Condado Eryuan           | Ěryuán Xiàn                  | 2528.73      | Cibihu      | 671200        | 6              | 3              |                | 2              | 88             |
| 532931         | Condado Jianchuan        | Jiànchuān Xiàn               | 2237.87      | Jinhua      | 671300        | 5              | 3              |                | 5              | 88             |
| 532932         | Condado Heqing           | Hèqìng Xiàn                  | 2363.67      | Yunhe       | 671500        | 7              | 2              | 1              | 2              | 113            |